# Deutsche Gesellschaft für Ernährung

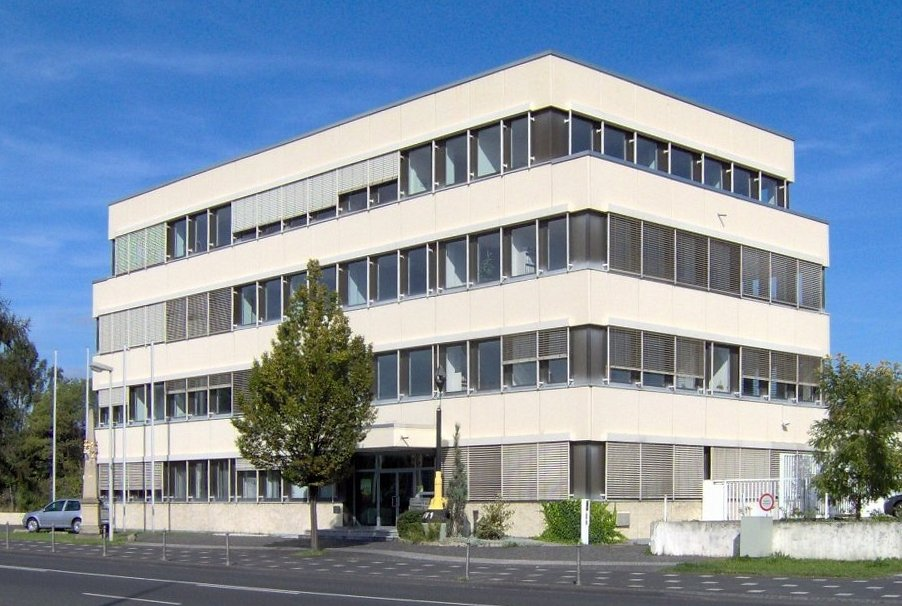
Ehemaliger Sitz der DGE in Bonn, Godesberger Allee 18

Die Deutsche Gesellschaft für Ernährung e. V. (DGE) ist eine laut eigenen Angaben unabhängige wissenschaftliche deutsche Fachgesellschaft in der Rechtsform eines gemeinnützigen eingetragenen Vereins. Sie ist nach ihrer Satzung dem Gemeinwohl und der Wissenschaft verpflichtet und verfolgt vor allem zwei Ziele: Förderung, Auswertung und Publikation ernährungswissenschaftlicher Forschung sowie Ernährungsberatung und -aufklärung im Dienste der Gesundheit der Bevölkerung.

## Geschichte
Die Ernährungswissenschaft wurde während des Nationalsozialismus durch die Deutsche Gesellschaft für Ernährungsforschung (DGEF, 1935–1945) vertreten, die als Vorgängerorganisation der DGE anzusehen ist. Die DGEF unterstand dem Reichsgesundheitsamt und sah ihre Aufgabe in der „Stärkung des Volkskörpers“, der „Politikberatung“ und der „Volksaufklärung“. Sie wollte die Gesundheit des Volkes durch Ernährung verbessern. Gleichzeitig sollte sie als gleichgeschaltete Fachgesellschaft politische Strategien des Regimes wissenschaftlich untermauern und bei der Umsetzung unterstützen. Nach Ende des Krieges stellte die DGEF ihre Aktivitäten ein.
1953 wurde die Deutsche Gesellschaft für Ernährung (DGE) als gemeinsame Organisation mehrerer Vereinigungen und Vereine gegründet, die sich mit dem Themenbereich Ernährung und Gesundheit beschäftigten. Diese Vereinigungen wurden gleichzeitig kooptierte Mitglieder und deren Vorsitzende automatisch Mitglieder des Vorstands. Die Satzung wurde am 4. November 1953 verabschiedet, die erste offizielle Mitgliederversammlung fand am 4. März 1954 in Mainz statt.
Die Gründer der DGE (unter anderem Heinrich Kraut) verschwiegen die nationalsozialistische Vorgängerorganisation DGEF. Es gab keine Auseinandersetzung mit der nationalsozialistischen Vergangenheit. In der Satzung von 1953 wird als wichtiges Ziel genannt, die „Gesundheit und Leistungsfähigkeit der Bevölkerung durch Anleitung zu richtiger und vollwertiger Ernährung zu erhalten und zu steigern.“
Zum ersten Vorstand der DGE gehörten u. a. Hermann Ertel, Erich Grafe, Louis Grote, Wilhelm Heupke, Heinrich Kraut und Franz Wirz. Erster Präsident war Heupke. Er trat aber bereits vor der ersten Mitgliederversammlung zurück und trat auch aus der DGE aus. Sein Nachfolger wurde Grafe, 1956 folgte Kraut und von 1958 bis 1964 Joachim Kühnau.

## Organisation
Die Mitgliederversammlung der DGE ist das oberste Organ der Gesellschaft; sie wählt das „Wissenschaftliche Präsidium“ und den Verwaltungsrat. Das „Wissenschaftliche Präsidium“ erarbeitet vor allem Positionen und stellt fest, in welchen Bereichen der Ernährung Forschungsbedarf besteht. Der Verwaltungsrat überwacht und bestellt die Geschäftsführung, prüft den Jahresabschluss und genehmigt den Arbeitsplan der DGE. In der Öffentlichkeit wird die DGE durch die Geschäftsführung repräsentiert, die die fachlichen Aufgaben der DGE initiiert und koordiniert. Die Geschäftsführung ist außerdem für Finanzen und Haushalt, Personalwesen und organisatorische Belange verantwortlich. Geschäftsführerin ist seit 2018 Kiran Virmani. Die Oecotrophologin folgte auf Helmut Oberrritter.
Die DGE unterhält eine Hauptgeschäftsstelle mit ca. 93 Mitarbeitenden (vielfach Oecotrophologen, Ernährungswissenschaftler etc.) in Bonn. Ihre Fachreferate gliedern sich in die folgenden Bereiche: Wissenschaft, Wissenschaftsredaktion inkl. Sektionskoordination, Fortbildung, Gemeinschaftsverpflegung und Qualitätssicherung und Öffentlichkeitsarbeit sowie das vom Bundesministerium für Ernährung und Landwirtschaft geförderte Projekt IN FORM in der Gemeinschaftsverpflegung. Auch weitere, verschiedene Projekte wie z. B. Start Low (Projekt zur Reduktion von Salz und Zucker sowie zur Optimierung von Fetten in der Kita-Verpflegung) werden von der DGE durchgeführt. Bis 2021 zählten auch die Projekte Diet-Body-Brain (DietBB) und Geprüfte IN FORM-Rezepte, sowie 2017 das EU-Projekt JANPA Joint Action on Nutrition and Physical Activity zur DGE.
Die Inneren Dienste in der DGE-Hauptgeschäftsstelle sind für administrative und finanzielle Belange der DGE zuständig.
Auf Länderebene ist die DGE durch rechtlich selbstständige und rechtlich unselbstständige Sektionen vertreten. Zu den rechtlichen selbstständigen gehören Baden-Württemberg und Hessen. Mecklenburg-Vorpommern, Niedersachsen, Schleswig-Holstein und Thüringen sind rechtlich unselbstständig. Sie alle tragen das Fachwissen der DGE in ihre regionalen Netzwerke und informieren zu Ernährungsfragen, beraten und organisieren Fachtagungen und Fortbildungsseminare für Multiplikatoren und initiieren Projekte.
Darüber hinaus arbeitet die DGE eng mit Vernetzungsstellen für Senioren und Schulverpflegung in verschiedenen Bundesländern zusammen und teilweise Trägerin.

## Ziele
Diese sind in der Satzung festgelegt:

„Die DGE fördert die ernährungswissenschaftliche Forschung ideell und macht deren Erkenntnisse verfügbar. Sie hat zum Ziel, die Ernährungsaufklärung, -beratung und -erziehung zur vollwertigen und nachhaltigeren Ernährung voranzubringen, deren Qualität zu sichern und dadurch die Gesundheit der Bevölkerung zu fördern.“

## Zweck
Die DGE beabsichtigt, „eine ausgewogene und nachhaltige Ernährung“ zu fördern, „damit die Menschen in Deutschland gesund bleiben oder werden“. Sie stellt Forschungsbedarf in ernährungsrelevanten Fragen fest, sammelt Ergebnisse, wertet sie aus und macht sie öffentlich.
Die DGE gibt die deutschen Ernährungsempfehlungen, Leitlinien sowie Stellungnahmen usw. anhand wissenschaftlicher Forschung heraus. Dazu gehört zum Beispiel der DGE-Ernährungsbericht. Sie veranstaltet wissenschaftliche Tagungen, Seminare und Lehrgänge und macht Presse- und Öffentlichkeitsarbeit. Die DGE nimmt die Vertretung der deutschen Ernährungswissenschaft in nationalen und internationalen Organisationen sowie die bilaterale Zusammenarbeit mit ernährungswissenschaftlichen Gesellschaften anderer Staaten wahr.
Zudem übernimmt die DGE nach der Satzung Aufgaben der Qualitätssicherung in der Gemeinschaftsverpflegung. Daher hat sie die DGE-Qualitätstandards erstellt. Diese enthalten Kriterien für eine gesundheitsfördernde und nachhaltige Verpflegung in Gemeinschaftseinrichtungen. Einrichtungen, Betriebe und Caterer können sich extern auf Grundlage der DGE-Qualitätsstandards überprüfen lassen und erhalten bei Erfüllung der Kriterien eine DGE-Zertifizierung.
Auch die Koordination und Qualitätssicherung von Inhalten der Ernährungsberatung und -aufklärung ist ihre satzungsgemäße Aufgabe. Deshalb gibt es u. a. Fortbildungen und das Zertifikat Ernährungsberater/DGE.

## Medien
Ihr Publikationsorgan ist seit 1954 die Ernährungs Umschau. Diese Fachzeitschrift erscheint monatlich und wendet sich mit aktuellen Ergebnissen wissenschaftlicher Untersuchungen sowohl an Forscher als auch Ernährungsfachkräfte. Das ebenfalls monatlich erscheinende Journal Annals of Nutrition and Metabolism ist das englischsprachige Organ der DGE. Alle DGE-Mitglieder erhalten die Online-Ausgabe kostenfrei.
Die DGE gibt Medien heraus. Diese können zum Teil kostenfrei heruntergeladen werden oder – z. T. kostenpflichtig – im DGE-MedienService bestellt werden.
Der DGE-Ernährungsbericht wird im Auftrag des Bundesministeriums für Ernährung und Landwirtschaft erstellt. Er erscheint seit 1969 im vierjährigen Turnus. Die DGE-Ernährungsberichte schreiben Daten zur Ernährungssituation in Deutschland fort und stellen jeweils aktuelle Forschungsergebnisse vor. Der DGE zufolge, sollen sie als „wissenschaftlich fundierte, objektive Informationsquelle für alle in der Politik, Wissenschaft, Wirtschaft und den Medien Tätige sowie für Mittlerkräfte“ dienen.

## DGE-Mitglieder
Ordentliche Mitglieder können laut Satzung z. B. Einzelpersonen werden, die auf einem der Fachgebiete der DGE tätig sind oder die Ziele der DGE fördern. Dazu gehören Fachleute, Wissenschaftler, Forschende, Ernährungsberater, aber auch Studierende und Schüler der Diätfachschulen (Ausbildung zur staatlich anerkannten Diätassistentin).
Die Gesellschaft wurde 1953 gegründet. Sie wird zu etwa 70 Prozent von Bund und Ländern über öffentliche Mittel finanziert. Die restlichen 30 Prozent werden durch eigene Einnahmen, Gebühren für Schriften und Medien, Beratungen und Lehrgänge sowie Mitgliedsbeiträge gedeckt.
Ihren Sitz hat die Deutsche Gesellschaft für Ernährung seit Dezember 2021 in der Godesberger Allee 136 in Bonn, nachdem sie zuvor das Gebäude der ehemaligen Ständigen Vertretung der DDR im Bonner Ortsteil Plittersdorf (Godesberger Allee 18) bezogen hatte.

## Ernährungsempfehlungen
Die lebensmittelbezogenen Ernährungsempfehlungen (Englisch food-based dietary guidelines, FBDG) bestehen aus den DGE-Empfehlungen "Gut Essen und Trinken", welche im März 2024 die 10 Regeln der DGE ablösten, und dem DGE-Ernährungskreis. Die Empfehlungen gelten für gesunde Erwachsene im Alter von 18 bis 65 Jahren, die sich mit einer Mischkost, inkl. Fleisch und Fisch, ernähren. Sie zeigen eine Idealsituation auf. Laut DGE sollen bereits kleine Veränderungen in der täglichen Ernährung schon ein Schritt in die richtige Richtung sein – hin zu einer gesundheitsfördernden und umweltschonenderen Ernährung. Die DGE formuliert, dass die neuen Empfehlungen "auf einem neu entwickelten mathematischen Optimierungsmodell, das die DGE mit Unterstützung von Experten unterschiedlicher Fachrichtungen entwickelt hat" beruhen. Neu an diesem Modell ist, dass es neben der Empfehlung zu einer gesunden Ernährung gleichzeitig auch Aspekte wie Nachhaltigkeit, Umweltbelastung sowie die in Deutschland üblichen Verzehrgewohnheiten berücksichtigt. Die Ergebnisse bestätigen laut DGE eindeutig, dass pflanzliche Lebensmittel in der Ernährung eine noch größere Rolle spielen sollten. Die Produktion von tierischen Lebensmitteln wie Fleisch und Milchprodukten belaste die Umwelt hingegen stärker und ein hoher Fleischverzehr sei mit einem höheren Risiko für die Entstehung bestimmter Krankheiten verbunden.

### DGE-Ernährungskreis
Der Ernährungskreis der DGE ist ein 1956 entwickeltes grafisches Schema für die von ihr vertretene vollwertige Ernährung. Dem Beispiel der Lebensmittelpyramide des USDA folgend, wurden in den 1990er Jahren angepasste Empfehlungen veröffentlicht. 2005 wurde aufgrund neuer Erkenntnisse in der Ernährungswissenschaft (z. B. Nurses’ Health Study) eine dreidimensionale Pyramide als Präsentationsform gewählt, um quantitative und qualitative Empfehlungen getrennt voneinander deutlich machen zu können. Zentrum dieser neuesten Empfehlung bildet wieder der Ernährungskreis. Verschiedene Gruppen von Lebensmitteln werden in einem Kreis, jeweils mit ihrem empfohlenen Anteil an der Gesamternährung, symbolhaft durch Vertreter der Lebensmittelgruppen dargestellt. Seit 2003 symbolisiert ein Glas Wasser in der Mitte des Kreises die tägliche empfohlene Menge an Flüssigkeit, die konsumiert werden soll.
Der DGE-Ernährungskreis zeigt den Weg zu einer gesundheitsfördernden und vollwertigen Ernährung.
Er unterteilt das Lebensmittelangebot in sieben Gruppen:
| Lebensmittelgruppen                         |
| ------------------------------------------- |
| 1 Getreide, Getreideerzeugnisse, Kartoffeln |
| 2 Gemüse, Salate                            |
| 3 Obst                                      |
| 4 Milch, Milchprodukte                      |
| 5 Fleisch, Wurst, Fisch, Eier               |
| 6 Fette, Öle                                |
| 7 Getränke                                  |

Bei Beachtung dieser Vorgaben setzt sich die tägliche Energieaufnahme wie folgt zusammen: 30 bis 35 Prozent Fette, 10 bis 15 Prozent Eiweiß, 55 bis 60 Prozent Kohlenhydrate. Je größer ein Kreissegment ist, desto größere Mengen sollten aus der Gruppe verzehrt werden. Lebensmittel aus kleinen Segmenten sollten dagegen sparsam verwendet werden. Für eine abwechslungsreiche Ernährung empfiehlt die DGE, sich aus der Lebensmittelvielfalt der einzelnen Gruppen zu bedienen. Ist die Zusammenstellung an einem Tag nicht ausgewogen, kann dies an den folgenden Tagen ausgeglichen werden. Auf die Wochenbilanz kommt es an.
Eine Studie über die Effektivität dieser komplexen 3D-Präsentation bei der Vermittlung von Empfehlungen wurde durchgeführt und ergab im Mittel aus 42 Probanden 80 % korrekte Antworten zu der Pyramide.

### 10 Regeln der DGE
Seit 1956 formuliert die DGE in den 10 Regeln der DGE, wie sich jeder genussvoll, zugleich gesund erhaltend und nachhaltiger ernähren kann. Die Regeln werden auf Basis aktueller wissenschaftlicher Erkenntnisse formuliert und gelten für jedes Alter, mit Ausnahme von Säuglingen. Zuletzt wurden sie 2017 aktualisiert. Es gibt sie neben Deutsch in neun Sprachen. Sie wurden Im März 2024 von den DGE-Empfehlungen "Gut essen und trinken" abgelöst.

### Die Dreidimensionale Lebensmittelpyramide
Die Dreidimensionale DGE-Lebensmittelpyramide soll „Mittlerkräfte bei der Erläuterung und Veranschaulichung der Prinzipien einer vollwertigen Ernährung gegenüber Verbraucher*innen“ unterstützen. Sie gehört seit März 2024 nicht mehr zu den lebensmittelbasierten Empfehlungen, sondern ist für Ernährungsfachkräfte in der Bildung und Beratung einsetzbar.

### Empfohlener Fleischkonsum
Im Februar 2024 senkte die DGE ihre Empfehlung für den Fleischkonsum der gesunden Allgemeinbevölkerung auf 300 Gramm pro Woche, was etwa einem Drittel des tatsächlichen Fleischkonsums (des Jahres 2022) entspricht. Dabei wurde ein neu entwickeltes mathematisches Optimierungsmodell angewandt. Außerdem wurden neben der gesunden Ernährung auch Aspekte wie Nachhaltigkeit, Umweltbelastung wie z. B. Treibhausemissionen sowie die in Deutschland üblichen Verzehrgewohnheiten einbezogen, letzteres, um „die Anschlussfähigkeit an die Ernährungsgewohnheiten zu haben“. Offenbar war die empfohlene Menge von 300 Gramm eine Nebenbedingung des Modells und nicht ein Resultat. Kritisiert wurde die empfohlene Menge auch aus medizinischer Sicht. Laut Sabrina Schlesinger vom Deutschen Diabetes-Zentrum müsste sich die Empfehlung aufgrund der Risiken des Fleischkonsums bezüglich Diabetes, Dickdarmkrebs und Herz-Kreislauf-Erkrankungen „der Null annähern“.

## Positionierung zur vegetarischen und veganen Ernährungsweise
Die DGE vertritt die Position, dass (ovo)lacto-vegetarische Ernährung als Dauerernährung geeignet sein könne, betont dabei aber die Notwendigkeit einer sorgfältigen Lebensmittelauswahl, besonders für die Ernährung von Kindern. Nach vorliegenden und von der DGE ausgewerteten Studienergebnissen könne Stand April 2016 nicht von einem gesundheitlichen Vorteil der Vegetarier gegenüber sich vergleichbar ernährenden Mischköstlern mit einem geringen Fleischanteil in der Ernährung ausgegangen werden. Allerdings könne angenommen werden, dass eine pflanzenbetonte Ernährungsform – mit oder ohne einen geringen Fleischanteil – gegenüber der derzeit in Deutschland üblichen Ernährung mit einer Risikosenkung für ernährungsmitbedingte Krankheiten verbunden ist.
Eine rein pflanzliche Ernährung kann nach Einschätzung der DGE bei gesunden Erwachsenen gesundheitsfördernd sein, wenn die ausreichende Versorgung mit bestimmten Nährstoffen durch gezielte Auswahl der Lebensmittel und zusätzliche Einnahme von Nährstoffpräparaten sichergestellt ist. Der kritischste Nährstoff sei Vitamin B12. Die DGE kann aufgrund nicht ausreichender Datenlage eine vegane Ernährung für Schwangere, Stillende, Säuglinge, Kinder und Jugendliche nicht ausdrücklich empfehlen. Diese Bevölkerungsgruppen sollten bei veganer Ernährung eine Beratung durch eine qualifizierte Ernährungsfachkraft nutzen.
Die DGE verweist darauf, dass Lebensmittel, die bei veganer Ernährung konsumiert werden, nicht zwingend ernährungsphysiologisch günstig und gesundheitsfördernd seien. Gemüse, Hülsenfrüchte, Obst, Nüsse, Samen, wertvolle Pflanzenöle und Vollkornprodukte bewertet die DGE als vorteilhaft. Vegane Gerichte oder Lebensmittel, denen hohe Mengen an Zucker, Fetten und Speisesalz zugesetzt wurden, seien hingegen „ernährungsphysiologisch nicht günstig“.

## Zertifizierung
Einrichtungen der Gemeinschaftsverpflegung und Caterer, die diese Einrichtungen beliefern, können sich extern auf Grundlage von DGE-Qualitätsstandards überprüfen lassen. Je nach Art der Einrichtung wird eine spezifische Zertifizierung vergeben, die auf einem Logo-Schild ausgewiesen wird. Die DGE-Zertifizierung geschieht getrennt für Kitas, Schulen, Hochschulen, Betriebe, Kliniken, Senioreneinrichtungen, Anbieter von „Essen auf Rädern“ und Caterer.
Kriterien betreffen unter anderem die Schmackhaftigkeit, Gesundheit, Nachhaltigkeit und Wirtschaftlichkeit.
Auf Wunsch werden DGE-zertifizierte Einrichtungen und Caterer auf der DGE-Internetseite als Referenz aufgenommen. Sie sind online nach Ort aufgeschlüsselt auffindbar, getrennt nach „Lebensbereichen“ für Kitas, Schulen, Betriebe, Kliniken und Senioreneinrichtungen einschließlich der jeweiligen Zulieferer.

## Kritik

### Kritik von Umwelt- und Klimaaktivisten
Autoren des Recherchezentrums Correctiv kritisierten im September 2021, dass die DGE einen als umweltschädlich bewerteten Milchkonsum fördere. Die DGE empfehle in ihren zehn Regeln der vollwertigen Ernährung nicht das, „was für unseren Planeten und unsere Gesundheit besser wäre, sondern das, was die Deutschen ohnehin essen“. Die DGE sei nicht frei von Interessenskonflikten. In den Beiräten und Arbeitskreisen ihrer hessischen, thüringischen und niedersächsischen Vereinigungen säßen „Abgesandte von Molkereien“. Auch unter den 130 Wirtschaftsverbänden, Verbänden und Unternehmen, die Mitglieder der DGE sind, fänden sich Firmen aus der Lebensmittelbranche.
Eine 2021 im Rahmen der One-Health-Initiative von Juliana Minetto Gellert Paris u. a. erstellte Studie bewertete die Ernährungsempfehlungen der DGE unter den Aspekten Gesundheit, Umweltschutz und Tierwohl. Verglichen wurde die Durchschnittsernährung in Nordrhein-Westfalen („Referenzdiät“) mit der DGE-Empfehlung, einer mediterranen Ernährung und einer veganen Ernährung. Nach Bewertung durch die Autoren wäre jede der drei alternativen Ernährungsformen aus der One-Health-Perspektive nachhaltig von Vorteil. Bezüglich Umweltfolgen schnitt die vegane Ernährung meist am besten ab, gefolgt von der mediterranen Ernährung. Nur der Wasserverbrauch beider Ernährungsweisen war höher als bei der DGE-Empfehlung. In Sachen Tierwohl bewerteten die Autoren die mediterrane Ernährung am schlechtesten. Dabei gingen sie davon aus, dass das üblicherweise konsumierte Fleisch komplett durch Fisch ersetzt wird. Da Fische und Meeresfrüchte deutlich kleiner sind als etwa Kühe oder Schweine, würden unter der mediterranen Ernährung erheblich mehr Tiere leiden als bei den anderen beiden Ernährungsweisen. Im Hinblick auf die menschliche Gesundheit bewerteten die Autoren vegane und mediterrane Ernährung besser als die DGE-Empfehlung.
Die Regierungsparteien verständigten sich im Koalitionsvertrag von 2021, „die Standards der Deutschen Gesellschaft für Ernährung“ zu aktualisieren.

### Auseinandersetzung mit Vorgeschichte
Die Historikerin Ulrike Thoms und der Buchautor Jörg Melzer wiesen darauf hin, dass in der DGE in der Anfangsphase eine Reihe von Personen in leitenden Funktionen aktiv waren, die bereits in der Zeit des Nationalsozialismus mit Ernährungsfragen befasst waren und teilweise mit der Regierung zusammengearbeitet hatten. Melzer spricht von „personeller Kontinuität“. Auch der Name der DGE erinnere an die in der NS-Zeit tätige und 1935 gegründete Deutsche Gesellschaft für Ernährungsforschung (DGEF).
Im Jahr 2006 warf Thoms der DGE öffentlich vor, sich nie von ihrer Vorläuferorganisation distanziert zu haben. „Weder die Existenz einer gleichnamigen Vorgängergesellschaft noch die Tatsache der weitgehenden Identität ihrer Mitglieder vor und nach 1945 wird auch nur erwähnt.“ Man könne die DGE durchaus als Nachfolgeorganisation ihres nationalsozialistischen Vorgängers auffassen:

„Bis heute hat sich die DGE mit ihrer Vorgeschichte im Nationalsozialismus nicht auseinandergesetzt. Weder der persönliche Briefverkehr Krauts noch die ersten Publikationen der DGE, allen voran in der von ihr seit 1954 herausgegebenen Zeitschrift Ernährungs-Umschau, lassen eine inhaltliche Abwendung von den früheren inhaltlichen Ansätzen der Ernährungsforschung erkennen.“

In der Ernährungs Umschau 11/2016 setzte sich die DGE mit ihrer Vergangenheit auseinander. Sie erkannte die DGEF als ihre Vorgängerorganisation an: „Die DGE verurteilt, dass sich ihre Vorgängerin, die DGEF, vom Nationalsozialismus instrumentalisieren ließ und als willfähriger Helfer in der Umsetzung einer verbrecherischen Ideologie agierte. […] Die DGE bedauert, dass personelle und inhaltliche Kontinuitäten bei ihrer Gründung nicht thematisiert und kritisch reflektiert wurden. Die kritische Betrachtung der Rolle der Ernährungswissenschaft im nationalsozialistischen Deutschland ist auch heute noch nötig; sie darf nicht in Vergessenheit geraten.“
Diese Stellungnahme wurde vom Historiker Uwe Spiekermann kritisiert, der schon 2000 auf die bis in die 1970er Jahre gehende Kontinuität der nationalsozialistischen Funktionseliten in der DGE hingewiesen hatte. Die vermeintliche Aufarbeitung sei unzureichend, zumal hierbei abermals die Gründung der DGE als Nachfolgeorganisation der Deutschen Gesellschaft für Ernährungsforschung als „notwendiger Neuanfang“ verbrämt und „die Illusion einer Ideologiefreien Fachgesellschaft gehegt“ würde.

## Von der DGE vergebene Wissenschafts- und Journalistenpreise

### Hans Adolf Krebs-Preis (seit 1981)
Alle vier Jahre vergibt die DGE den Hans-Adolf-Krebs-Preis für besondere Leistungen in der Grundlagenforschung. Er prämiert wissenschaftliche Arbeiten, die sich mit generellen Fragen zur Ernährungs- oder Lebensmittelwissenschaft und ihrer ernährungsphysiologischen Bedeutung auseinandersetzen. Der Wissenschaftspreis ist mit 5000 Euro dotiert.

### Max Rubner-Preis (seit 1979)
Seit 1979 vergibt die Deutsche Gesellschaft für Ernährung e. V. den Max Rubner-Preis für hervorragende wissenschaftliche Untersuchungen, die sich mit Fragen der Ernährungstherapie oder der Prävention ernährungsmitbedingter Krankheiten beschäftigen. Der mit 5000 EUR dotierte Preis wird alle vier Jahre verliehen.

### Journalisten-Preis (seit 1990)
Die DGE vergibt jährlich einen Preis an Journalisten der Publikumsmedien in den Kategorien Tages- und Wochenzeitungen, Publikumszeitschriften, Hörfunk, TV und Internet sowie Social Media für besonderes Engagement in der Ernährungsaufklärung. Der Preis ist für jeden der genannten Medienbereiche mit 2000 Euro dotiert.

## Präsidenten der DGE
- Wilhelm Heupke (1953–1954)[57]
- Erich Grafe (1954–1956)[57]
- Heinrich Kraut (1956–1958)[57]
- Joachim Kühnau (1958–1960)[57]
- Robert Ammon (1960–1964)[57]
- Josef Schormüller (1964–1968)[57]
- Rudolf Pannhorst (1968–1972)[57]
- Günther Siebert (1972–1974)[57]
- Alfons Fricker (1974–1976)[57]
- Nepomuk Zöllner (1976–1978)[57]
- Hans J. Bielig (1978–1982)[57]
- Erich Menden (1982–1986)[57][58]
- Günter Schlierf (1986–1990)[57]
- Volker Pudel (1992–1994)[57]
- Günther Wolfram (drei Amtsperioden: 1990–1992, 1994–1998)[57][59]
- Helmut F. Erbersdobler (1998–2003)[57][60]
- Peter Stehle (2004–2010)
- Helmut Heseker (2010–2016)[61][62][63]
- Ulrike Arens-Azevêdo (2016–2019)[64]
- Jakob Linseisen (2019–2022)[65]
- Bernhard Watzl (seit 2022)[66]